# Batalla del llac Poyang
La batalla del llac Poyang (xinès tradicional: 鄱陽湖之戰, pinyin: Póyáng Húzhīzhàn) va ser un conflicte naval que tingué lloc del 30 d'agost al 4 d'octubre de 1363 entre les forces rebels de Zhu Yuanzhang i Chen Youliang durant la Rebel·lió del Turbant Roig que va provocar la caiguda de la dinastia Yuan. Chen Youliang va assetjar Nanchang amb una gran flota al llac Poyang, un dels llacs d'aigua dolça més grans de la Xina, i Zhu Yuanzhang va enfrontar la seua força amb una flota més reduïda. Després d'un intercanvi de foc no concloent, Zhu va emprar vaixells de foc per cremar els vaixells torre enemics i va destruir la seua flota. Aquella fou l'última gran batalla de la rebel·lió abans de l'ascens de la dinastia Ming.

## Context
El 30 d'agost de 1363, les forces de Chen Han van dur a terme un important assalt amfibi a Nanchang, però no van reeixir a causa de l'ús de canons per part dels defensors, patint les forces atacants grans pèrdues. La ciutat de Nanchang es trobava situada estratègicament en un bon lloc per a protegir el llac Poyang, que connectava el Yangzi amb altres conques fluvials. Durant la dècada del 1360, Zhu Yuanzhang tenia guarnicions clau al llac i les administrava des de Nanjing, 560 quilòmetres riu avall. El 1362, Chen Youliang va intentar dipositar les seues tropes a les muralles de la ciutat amb vaixells torre. Això va resultar inútil, ja que els defensors de la ciutat simplement van moure les muralles enrere i Chen es va veure obligat a liderar personalment un assalt a les portes de la ciutat. Van ser repel·lits amb un bombardeig de canó i van ser expulsats. Després del fracàs, Chen va establir un bloqueig, decidit a matar de fam als defensors, però un xicotet vaixell de pesca va aconseguir escapar i va arribar a Nanjing a temps per avisar a Zhu Yuanzhang.

## La batalla

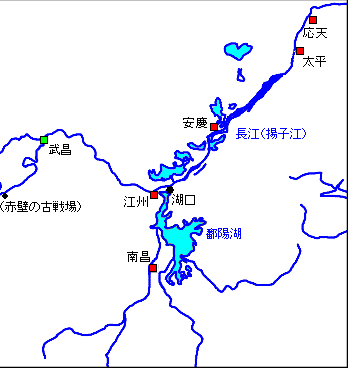
Punts estratègics de la batalla.

La flota de Zhu Yuanzhang va arribar a Hukou el 24 d'agost i va rellevar Nanchang el 28. Chen Youliang va embarcar les seues forces i va navegar cap al nord cap al llac Poyang. Les dos flotes es van reunir el 29 d'agost. Les forces de Zhu eren només un terç de la mida de l'exèrcit de Chen. Segons una font de l'època de la dinastia Ming, les forces de Zhu van arribar armades amb "bombes de foc, pistoles de foc, fletxes de foc, llavors de foc [probablement granades], llances de foc grans i menudes, tubs de foc "comandats" grans i menudes, bombes de ferro grans i menudes, i coets". Això demostra que les armes de pólvora més antigues coexistien al costat de les pistoles, i les proto-pistoles com les llances de foc no van ser suplantades fins després de la dinastia Ming. També hi ha esments a les cròniques d'una nova arma anomenada "Sense alternativa". Aquella arma estava feta d'una estora de canya circular d'uns cinc polzades al voltant i set peus de llarg que es va enganxar amb paper roig i lligada amb seda i cànem; a l'interior hi havia pólvora retorçada amb bales i tot tipus de armes de pólvora subsidiàries. Estava penjada d'un pal al màstil de prora, i quan un vaixell enemic entrava a poca distància, s'encenia la metxa, i suposadament l'arma cauria sobre el vaixell enemic, moment en què les coses de dins es disparaven, "cremant-ho tot fins a les runes, sense esperança de salvació".
El 30 d'agost, Zhu va desplegar la seua flota en 11 esquadrons amb ordres d'apropar-se als vaixells de l'enemic i començar primer amb armes de pólvora, després arcs i ballestes, i finalment atacar els seus vaixells amb armes de curt abast. Les bombes incendiàries van ser llançades amb trebuquets navals i les forces de Zhu van aconseguir "cremar vint o més vaixells enemics i matar o ofegar moltes tropes enemigues", però el seu propi vaixell insígnia també es va incendiar i va colpejar un banc de sorra. Els vaixells de guerra de Chen van fer retrocedir la línia contraria fins que van tornar a caure a una zona poc profunda on no els van poder perseguir. Zhu va intentar de nou involucrar-se amb la flota de Chen en un combat vaixell a vaixell i va ser expulsat una vegada més amb greus pèrdues. El sendemà, el vent es va desplaçar cap a les forces de Chen i Zhu va enviar-hi vaixells de foc, destruint diversos centenars de vaixells. Tot i que es van utilitzar projectils durant la batalla, finalment no van ser fonamentals per a l'èxit, i la batalla es va decidir per l'ús d'armes incendiàries.
El 2 de setembre, les dos flotes van tornar a combatre. Tot i que encara estaven superats en número, les forces de Zhu van poder aïllar i destruir vaixells de guerra enemics més grans, forçant-los a retirar-se. Després, la flota de Zhu es va establir en un bloqueig durant un mes més abans que Chen decidira fer una pausa el 4 d'octubre. Zhu estava preparat amb els vaixells de foc a la deriva, dispersant els vaixells de Chen de manera que grups de vaixells s'enfrontaren lluny els uns dels altres. Chen Youliang va morir quan una fletxa li va colpejar el cap.

## Resultat
Chen Youliang va ser succeït pel seu fill, Chen Li, que es va rendir a Zhu el 1364.
La victòria de la dinastia Ming va consolidar la seua posició com a grup rebel líder. Cinc anys més tard, els Ming enderrocaran els Yuan i prendrien el comandament de la Xina. Zhu Yuanzhang es va convertir llavors en el primer emperador de la dinastia Ming com Hongwu.